# Giovanni Grazzini

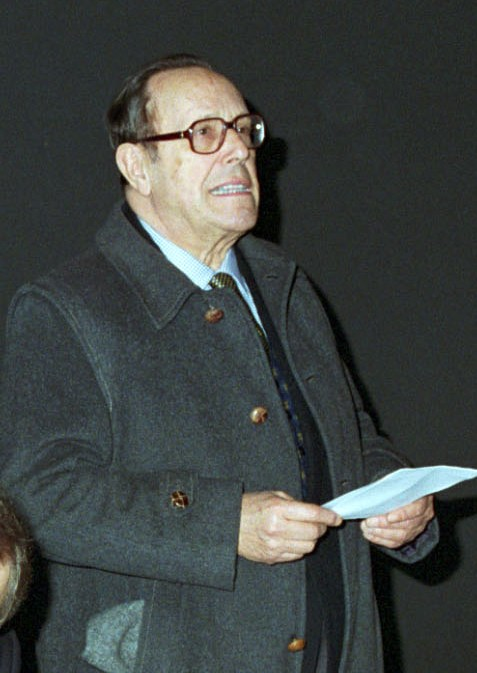
Giovanni Grazzini (1995)

Giovanni Grazzini (* 6. Januar 1925 in Florenz, Italien; † 18. August 2001 in Rom) war ein italienischer Journalist, Literatur- und Filmkritiker.

## Leben
Giovanni Grazzini studierte Kunst an der Universität Florenz. Von 1952 bis 1961 war er als Redaktionsassistent und Literaturkritiker bei der italienischen Tageszeitung La Nazione beschäftigt. Parallel dazu schrieb er bereits für Nuova antologia, Il mondo und Il ponte mehrere Beiträge. Von 1962 bis zu seiner Pensionierung 1989 arbeitete er dann anschließend als Filmkritiker bei der italienischen Tageszeitung Corriere della Sera als Filmkritiker. Er war von 1974 bis 1993 Präsident von Associazione Nazionale dei Critici Cinematografici, dem italienischen Verband der Filmkritiker.
Insgesamt schrieb und veröffentlichte Grazzini über 25 Bücher über das Kino, darunter auch Sammlungen seiner Filmkritiken. Sein 1983 erschienenes Interviewbuch Federico Fellini mit wurde 1984 unter dem Titel Warum machen Sie nicht mal eine schöne Liebesgeschichte? und 1993 unter dem Titel Fellini über Fellini jeweils vom Diogenes Verlag in deutscher Sprache veröffentlicht.

## Werke (Auswahl)
- La donna nel cinema italiano dagli anni Sessanta a oggi (1980)
- L'intervista sul cinema (1983)
- Dolci pestiferi perversi: i bambini del cinema (1995)
- La memoria negli occhi: Boleslaw Matuszewski, un pioniere del cinema (1999)
- Gli ultimi divi (2001)
- Scrittori al cinema (2002)